# Holden Hernández Carmenates
Holden Hernández Carmenates (Güines, Cuba, 10 de agosto de 1984) es un Gran Maestro Internacional de ajedrez cubano.

## Palmarés y participaciones destacadas
Representó a Cuba en dos Olimpíadas de ajedrez en 2008 y 2010, y en un Campeonato Panamericano de ajedrez por equipos en 2009, en Mendes, alcanzó la medalla de plata por equipos.
En 2005, ganó el torneo de Marín y ganó el torneo Memorial Carlos Torre Repetto abierto empatado con Vladimir Petkov. En 2006, ganó el torneo de Ferrol y el Alcalá de Henares, empatado con Frank de la Paz Perdomo y Julian Radulski. En 2007, ganó el torneo de Santiago de Cuba y el Alcalá de Henares. En 2008, ganó el torneo Memorial Guillermo García González en Santa Clara, empatado con Jesús Nogueiras Santiago.